# Ufficiale giudiziario
Il termine ufficiale giudiziario, in diritto, indica un funzionario con varie competenze ed attribuzioni nell'ordinamento giudiziario.
l'Union International des Huissiers de Justice (UIHJ) riunisce a livello internazionale gli ufficiali giudiziari e le figure corrispondenti di 69 paesi. L'UIHJ è componente delle Nazioni Unite come membro osservatore. La rappresentanza italiana in seno all'UIHJ è affidata all'Associazione Ufficiali Giudiziari in Europa (AUGE).

## Nel mondo
In molti Stati europei (Belgio, Paesi Bassi, Lussemburgo, Polonia, Ungheria, Slovacchia, Repubblica Ceca, Romania), un privato che svolge un'attività di tipo libero-professionale (un caso di esercizio privato di pubbliche funzioni, come avviene in Italia per il notaio); in alcuni Paesi francofoni (Francia, Belgio, Lussemburgo, Quebec) l'ufficiale giudiziario ("Huissier de justice") riveste tutt'oggi una natura privata (seppur regolamentata).
In altri Stati del mondo, in Italia, Germania, Austria e nei paesi scandinavi, è invece un impiegato statale.
Nei paesi aderenti al sistema di common law la figura corrispondente è per lo più un funzionario pubblico - variamente denominato: bailiff (balivo), marshal, constable (connestabile) ecc. -  e può avere poteri più ampi (ad esempio, quello di eseguire arresti).

### Italia
La nozione comparatistica utilizzata in Italia riecheggia il francese huissier de justice, sul modello del quale l'usciere giudiziario italiano era stato disciplinato.